# Polittico di Sant'Andrea
Il Polittico di Sant'Andrea è un'opera lignea realizzata da Pietro Bussolo intorno al 1495-1501 per la parte scultorea, mentre la predella è opera pittorica di Cristoforo Ferrari de' Giuchis realizzato per l'antica chiesa di Sant'Andrea in Catello a Villa d'Adda, e conservato nel Museo Adriano Bernareggi di Bergamo.

## Storia
Gli atti delle diverse visite pastorali che si sono susseguite nel tempo, testimoniano la presenza del polittico nella antica chiesa di Sant'Andrea in Catello fino al 1945 per poi essere trasferito nella parrocchiale sempre dedicata al santo, successivamente inserito nella collezione del vescovo di Bergamo Adriano Bernareggi e poi conservato presso il Museo Adriano Bernareggi, in via Pignolo nel palazzo Bassi Rathgeb. 
L'ancona fu assegnata al Bussolo dal Peroni nel 1963 rapportando il lavoro al ancona del duomo di Salò. Il testamento di Antoniola da Molteno daterebbe l'opera al 1495. I diversi legati individuati da Carlo Cairati riportano: [pro]fabrice anchone fiende (8 marzo 1495, Antoniola da Molteno, 14 marzo 1499 Bartolomeo Albertocchi De Bollis) successivamente [pro]picturae anchone (7 agosto 1400 Bettino Salbini, 9 aprile 1501 Stefano de Locatello, 8 ottobre 1051 saniolo q. Bettino). I testamenti sono di poco seguenti la ricostruzione della chiesa avvenuta tra il 1454 e il 1469, quindi c'era da parte della comunità villadaddese la volontà di abbellirne l'interno con un polittico che ornasse il nuovo presbiterio. In quegli anni il Bussolo stava lavorando sempre in territorio bergamasco per la Congregazione Maggiore per la cantoria, e le decorazioni del coro della basilica di Santa Maria Maggiore, con la chiesa di San Bartolomeo per la realizzazione dell'ancona di San Bartolomeo.
Una foto risalente ai primi del '900 documenta le presenza del polittico sul presbiterio della chiesa in corrispondenza del tabernacolo. L'opera risulta appesantita da una ridoratura con un uso di lacche trasparenti con l'accentuazione dei colori verde e rosso nei risvolti che ne hanno alterato l'immagine originale, e che furono eseguiti nel XVII secolo durante la ristrutturazione della chiesa..

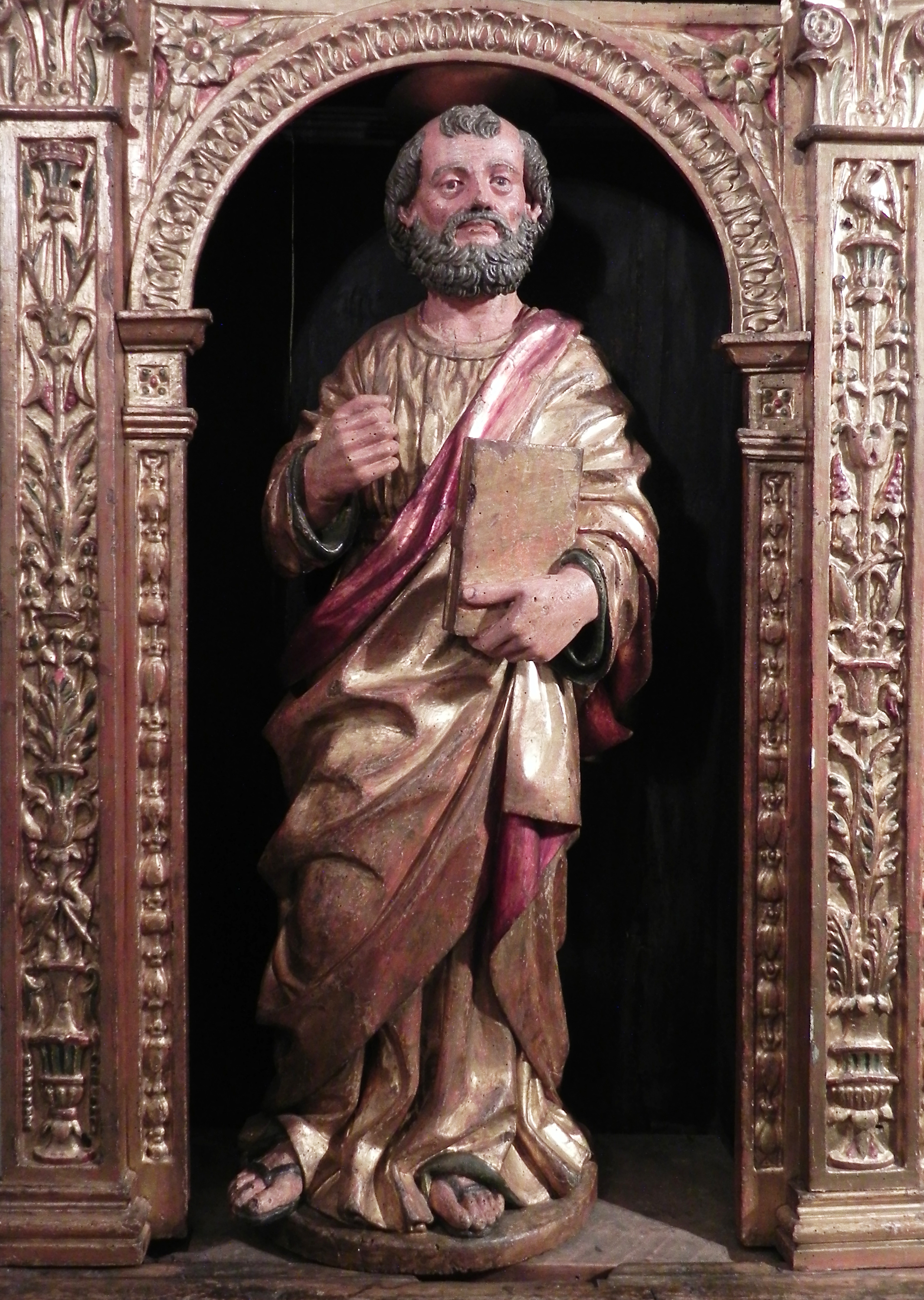
Particolare di san Pietro

L'ancora è stata restaurata nel 2000 dalla bottega di Eugenio e Luciano Gritti sotto la guida di Emanuela Daffra.

## Descrizione

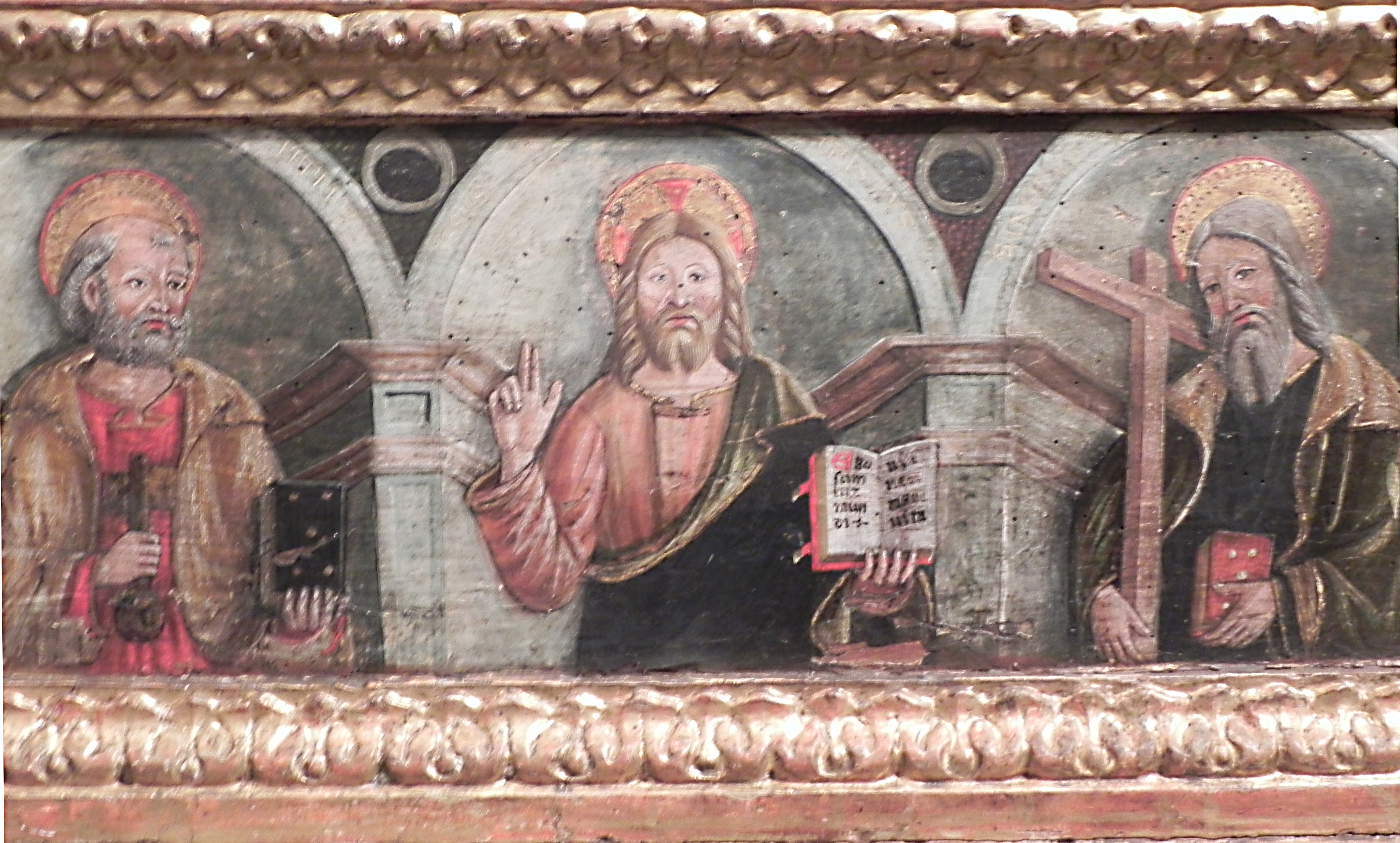
Predella dettaglio

L'ancona composta in una cornice dorata e decorata con motivi floreali, è divisa in sei nicchie centinate che contengono le statue lignee opere del Bussolo. È divisa su due registri, divisi da una trabeazione di cui quello inferiore è il doppio di quello superiore. Il registro inferiore ha al centro la statua della Madonna col Bambino, mentre laterali vi sono quelle di san Pietro raffigurato con in mano il Vangelo, e sant'Andrea a cui è intitolata la chiesa. 
L'argine superiore presenta a sinistra la statua di sant'Agostino e a destra di santa Margherita di Antiochia raffigurata con il drago. Al centro la Madonna con san Giovanni e probabilmente anche un crocifisso poi perduto. La misura differente di questi due personaggi fanno ritenere che questa parte avesse precedentemente la raffigurazione di Dio creatore, e prima ancora una Annunciazione così come direbbero le documentazioni.

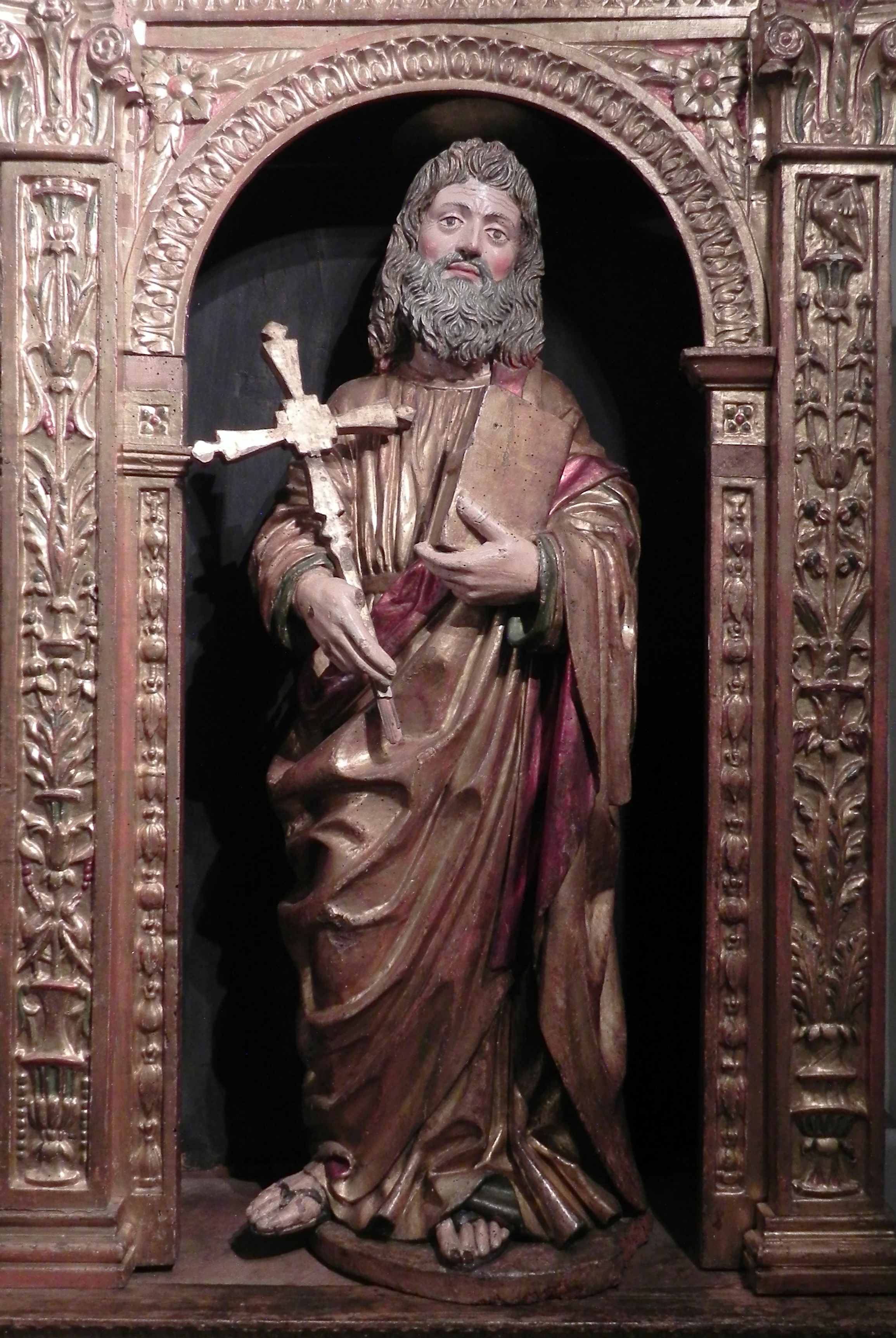
Particolare di sant'Andrea

La finezza dell'opera con la cornice architettonica di pregevole intaglio e la raffigurazione dei santi con la cura delle barbe e dei capelli e l'incisività delle espressioni, non pongono dubbi sull'aggiudicazione al Bussolo.
La parte pittorica della predella raffigurante Cristo con i santi è un lavoro di Cristoforo Ferrari de Giuchis.